# Strauchporling
Der Strauchporling oder Stachelbeer-Feuerschwamm (Phylloporia ribis, Syn.: Phellinus ribis) ist ein Ständerpilz aus der Familie der Borstenscheiblingsverwandten (Hymenochaetaceae). Phylloporia ist eine Satellitengattung der Feuerschwämme (Phellinus).

## Merkmale

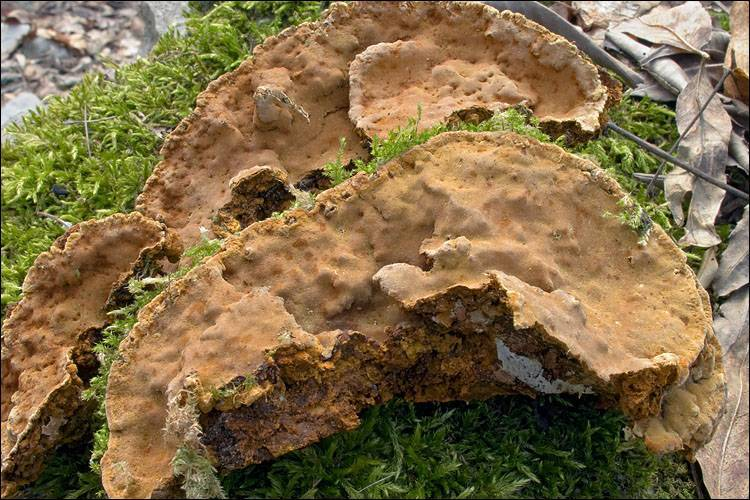
Die Unterseiten der Fruchtkörper mit den feinen Poren

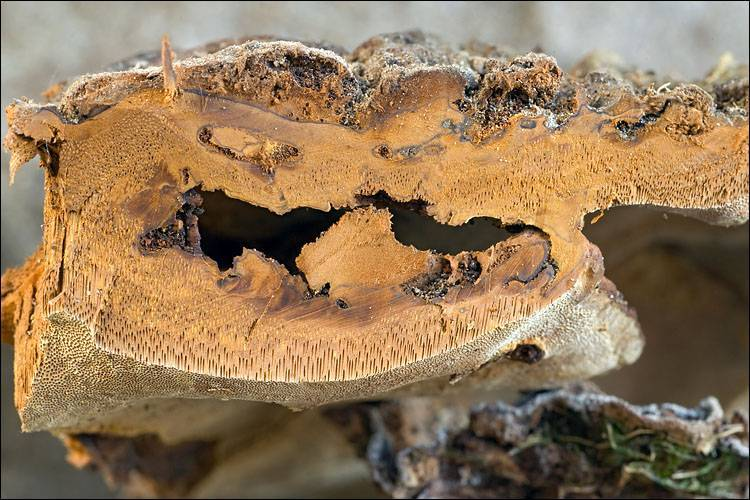
Querschnitt durch einen Fruchtkörper

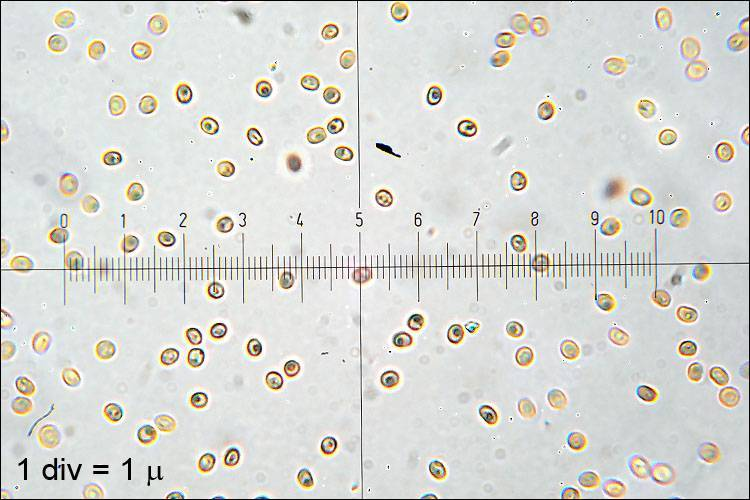
Die Sporen des Strauchporlings unter dem Lichtmikroskop

Der Strauchporling bildet konsolenförmige Fruchtkörper aus, die oft zu mehreren dachziegelartig über- und nebeneinander wachsen und das Stämmchen ihres Wirtes häufig völlig umschließen. Sie sind 3–15 cm breit und an der Basis 0,5–2 cm dick. Die glatte oder höckerige, bisweilen wulstig-konzentrische Oberfläche ist anfangs feinsamtig und gelb- oder rostbraun gefärbt, verkahlt mit zunehmendem Alter und wird schwarz-braun mit einer braunen Zuwachszone. Alte Exemplare werden häufig von Algen besiedelt und erscheinen dann grün. Der Rand ist wellig, scharf und dünn. Die zimt- bis rötlich braune Unterseite ist mit einer 1–3 mm dicken Röhrenschicht bedeckt, bei mehrjährigen Fruchtkörpern stehen die Röhren geschichtet übereinander. Die Röhren münden in Poren, von denen etwa 6–7 pro mm vorhanden sind. Ältere Fruchtkörper zeigen im Querschnitt eine schwarze Linie, die das rostbraune Fleisch in zwei Schichten teilt, von denen das untere zäher und dunkler gefärbt ist.

## Ökologie

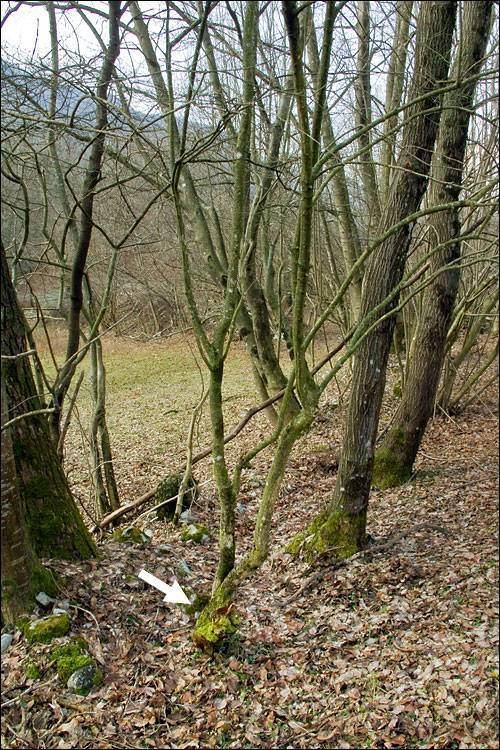
Typisches Substrat des Strauchporlings ist das Europäische Pfaffenhütchen. Die Fruchtkörper wachsen meist in Bodennähe.

Der Strauchporling wächst als parasitischer Weißfäuleerreger an der Basis alter Johannisbeer- oder Stachelbeersträucher, daneben ist das Europäische Pfaffenhütchen ein wichtiger Wirt. Zum Wirtsspektrum zählen außerdem Feld-Ahorn, Esche, Roter Hartriegel und Holunder. Die Fruchtkörper sitzen tief an der Basis der Wirtsträucher und sind häufig von Gras überwachsen. Sie sind mehrjährig und können das ganze Jahr über gefunden werden. Die Lebensräume der Art sind Quell- und Bachuferfluren, diverse Auenwaldtypen, bodenfeuchte Laubwälder auf basen- und nährstoffreichen Böden, Waldränder und Hecken. Im Kulturland kommt der Strauchporling in Gärten und Beerenobstplantagen vor und besiedelt dort fast ausschließlich Ribes-Arten. Dagegen ist der Hauptwirt in naturnahen Lebensräumen das Pfaffenhütchen.

## Verbreitung
Der Strauchporling wird in Indien und Pakistan, Zentralafrika (Uganda) und der Holarktis gefunden. Er wächst in Sibirien, im Kaukasus, China und Japan, den USA, Kanada und Marokko. In Europa ist er von der Iberischen Halbinsel, Norditalien dem früheren Jugoslawien und Bulgarien bis Südengland, Dänemark, Skandinavien, und ostwärts bis zum Kaukasus und Ural zu finden. Er fehlt auf den Mittelmeerinseln, in Griechenland und Albanien. In Deutschland ist er im gesamten Gebiet zerstreut zu finden, wahrscheinlich wird der Pilz in Gärten häufig übersehen oder nicht erkannt, wie die planmäßige Suche durch Jahn in Detmold zeigte.

## Bedeutung
Als Weißfäuleerreger zerstört er zwar mit der Zeit seinen Wirt, allerdings ist er nur wenig aggressiv, so dass befallene Beerensträucher über viele Jahre ohne erkennbare Ertragsminderung mit dem Pilz weiterwachsen können.

## Systematik
Die Art wird neuerdings von der Gattung der Feuerschwämme abgetrennt und als Phylloporia ribis Ryvarden, 1978 in die Gattung Phylloporia gestellt. Der Gattungsname bezeichnet auch eine Gattung der Miniersackmotten. Daneben wird in der Literatur auch noch der Name Phellinus ribis Karsten, 1889 verwendet.